# 健康管理手帳
健康管理手帳（けんこうかんりてちょう）とは、大別すると、労働安全衛生法に基づくものと、労働者災害補償保険法に基づくものとがあり、一定の要件に該当する者に対し交付される手帳である。前者は指定の健康診断を、後者は必要な診察、保健指導等を無料で受けることができる。

## 労働安全衛生法
重度の健康障害を発生させるおそれのある業務に従事したことがあり、一定の要件に該当する者に対し、離職後に交付される手帳である。1972年（昭和47年）の労働安全衛生法施行に際し制度が定められた。
有害業務従事者については、在職中は有害業務に従事しなくなった後も定期の健康診断が企業に義務付けられているが（第66条2項）、離職した労働者のうち一定の要件に該当するものについては政府の費用負担により定期に健康診断を行い、その健康管理の万全を期しているものである。
- 本節で労働安全衛生法については以下では条数のみ記す。

1項でいう「重度の健康障害を生ずるおそれのある業務で、政令で定めるもの」及び「厚生労働省令で定める要件」は、次のとおりである（施行令第23条、規則第53条1項）。
1. ベンジジン及びその塩（これらの物をその重量の1%を超えて含有する製剤その他の物を含む。）を製造し、又は取り扱う業務 - 当該業務に3月以上従事した経験を有すること。
2. ベータ-ナフチルアミン及びその塩（これらの物をその重量の1%を超えて含有する製剤その他の物を含む。）を製造し、又は取り扱う業務 - 当該業務に3月以上従事した経験を有すること。
3. 粉じん作業（じん肺法第2条1項3号に規定する粉じん作業をいう。）に係る業務 - じん肺管理区分が管理二又は管理三であること[2]。
4. クロム酸及び重クロム酸並びにこれらの塩（これらの物をその重量の1%を超えて含有する製剤その他の物を含む。）を製造し、又は取り扱う業務（これらの物を鉱石から製造する事業場以外の事業場における業務を除く。） - 当該業務に4年以上従事した経験を有すること。
5. 無機砒素化合物（アルシン及び砒化ガリウムを除く。）を製造する工程において粉砕をし、三酸化砒素を製造する工程において焙焼若しくは精製を行い、又は砒素をその重量の3%を超えて含有する鉱石をポット法若しくはグリナワルド法により製錬する業務 - 当該業務に5年以上従事した経験を有すること。
6. コークス又は製鉄用発生炉ガスを製造する業務（コークス炉上において若しくはコークス炉に接して又はガス発生炉上において行う業務に限る。） - 当該業務に5年以上従事した経験を有すること。
7. ビス(クロロメチル)エーテル（これをその重量の1%を超えて含有する製剤その他の物を含む。）を製造し、又は取り扱う業務 - 当該業務に3年以上従事した経験を有すること。
8. ベリリウム及びその化合物（これらの物をその重量の1%を超えて含有する製剤その他の物（合金にあっては、ベリリウムをその重量の3%を超えて含有するものに限る。）を含む。）を製造し、又は取り扱う業務（これらの物のうち粉状の物以外の物を取り扱う業務を除く。） - 両肺野にベリリウムによるび慢性の結節性陰影があること。
9. ベンゾトリクロリドを製造し、又は取り扱う業務（太陽光線により塩素化反応をさせることによりベンゾトリクロリドを製造する事業場における業務に限る。） - 当該業務に3年以上従事した経験を有すること。
10. 塩化ビニルを重合する業務又は密閉されていない遠心分離機を用いてポリ塩化ビニル（塩化ビニルの共重合体を含む。）の懸濁液から水を分離する業務 - 当該業務に4年以上従事した経験を有すること。
11. 石綿等の製造又は取扱いに伴い石綿の粉じんを発散する場所における業務 - [3]
12. ジアニシジン及びその塩（これらの物をその重量の1%を超えて含有する製剤その他の物を含む。）を製造し、又は取り扱う業務 - 当該業務に3月以上従事した経験を有すること。
13. 一・二―ジクロロプロパン（これをその重量の1%を超えて含有する製剤その他の物を含む。）を取り扱う業務（屋内作業場等[4]における印刷機その他の設備の清掃の業務に限る。）[5] - 当該業務に2年以上従事した経験を有すること。
14. オルト―トルイジン（これをその重量の1%を超えて含有する製剤その他の物を含む。）を製造し、又は取り扱う業務[6] - 当該業務に5年以上従事した経験を有すること。

健康管理手帳の交付は、要件に該当する者の申請に基づいて、所轄都道府県労働局長（離職の後に同項に規定する要件に該当する者にあっては、その者の住所を管轄する都道府県労働局長）が行うものとする。この申請をしようとする者は、健康管理手帳交付申請書に、従事歴申告書等を添えて、所轄都道府県労働局長（離職の後に要件に該当する者にあっては、その者の住所を管轄する都道府県労働局長）に提出しなければならない（規則第53条2項、3項）。
都道府県労働局長は、健康管理手帳を交付する際、申請者に対し、所定の健康診断を受けるよう勧告するとともに、申請者に対し、健康診断の項目、回数、実施時期、健康診断を委託する医療機関の所在地、所定の健康診断項目の範囲内の検査については費用を負担する必要のないこと、委託医療機関において受診すること、その他当該健康診断の受診に必要な事項を通知すること（規則第55条、56条、「健康管理手帳及び船員健康管理手帳交付等関係事務取扱要領」（平成21年12月14日基発1214第4号、最終改正平成31年4月10日）。
健康管理手帳の交付を受けた者は、勧告に係る健康診断を受けるときは、健康管理手帳を健康診断を行う医療機関に提出しなければならない。健康診断を行った医療機関は、その結果を健康管理手帳に記載しなければならず、また、遅滞なく報告書を都道府県労働局長に提出しなければならない（規則第57条）。健康診断の頻度は、上記3．の業務は年に1回、その他の業務は6か月に1回である。
なお、船員（船員法第1条に定める「船員」）には労働安全衛生法は適用されないが（第115条2項）、別途、同趣旨の「船員健康管理手帳」の制度が設けられている（船員に係る手帳の交付業務は国土交通省海事局船員政策課が行う。また船員に係る手帳交付の対象となる業務は「粉じん」とと「石綿」のみである。）。

## 労働者災害補償保険法
業務災害又は通勤災害により、一定の傷病にり患した者にあっては、症状固定後においても後遺症状に動揺をきたす場合が見られること、後遺障害に付随する疾病を発症させるおそれがあることにかんがみ、必要に応じてアフターケアとして予防その他の保健上の措置を講じ、当該労働者の労働能力を維持し、円滑な社会生活を営ませるものとし、対象者に健康管理手帳を交付する（労働者災害補償保険法施行規則第28条、「社会復帰促進等事業としてのアフターケア実施要領」）。労働者災害補償保険法に基づく社会復帰促進等事業の一として行われる。
対象となる傷病は以下のとおり。
- 脊髄損傷
- 頭頸部外傷症候群等(頭頸部外傷症候群、頸肩腕障害、腰痛)
- 尿路系障害
- 慢性肝炎
- 白内障等の眼疾患
- 振動障害
- 大腿骨頸部骨折及び股関節脱臼・脱臼骨折
- 人工関節・人工骨頭置換
- 慢性化膿性骨髄炎
- 虚血性心疾患等
- 尿路系腫瘍
- 脳の器質性障害
- 外傷による末梢神経損傷
- 熱傷
- サリン中毒
- 精神障害
- 循環器障害
- 呼吸機能障害
- 消化器障害
- 炭鉱災害による一酸化炭素中毒

アフターケアは、労災病院、医療リハビリテーションセンター、総合せき損センター、労働者災害補償保険法施行規則第11条の規定により指定された病院若しくは診療所又は薬局（実施医療機関等）において行うものとし、アフターケアを受けようとする者は、その都度、実施医療機関等に健康管理手帳を提出するものとし、アフターケアの実施に関する記録の記入を受けるものとする。
事業場の所在地を管轄する労働基準監督署長は、アフターケアの対象予定者を「健康管理手帳交付報告書」により当該所轄署長の所在地を管轄する都道府県労働局長に報告し、所轄局長は、この報告に基づき、対象者から申請があり認められる者に対して、手帳を交付するものとする。手帳の有効期限は傷病によって異なり2~3年とされ、治療の状況によっては更新も可能である。また、原則として片道2キロメートルを超える通院が必要な場合は通院費も支給される。